# Sportmotor
Sportmotor is een motorfietsclassificatie.
Een sportmotorfiets is vrijwel altijd een sportieve versie van een bestaand toermodel, maar soms ook speciaal ontwikkeld voor sportief gebruik.

## Jaren twintig
Al in de jaren twintig zagen fabrikanten het commerciële belang van hun prestaties in de sport in. Ze moesten voor wedstrijden natuurlijk snellere motorfietsen inzetten dan de "standaard' machines die aan de klant geleverd werden. Deze moesten immers voornamelijk betrouwbaar en gebruiksvriendelijk zijn. Voor wedstrijdgebruik werden in de meeste gevallen zo veel mogelijk "onnodige" elementen, zoals de verlichting en de spatborden, gesloopt en de zijklepmotor werd vervangen door een exemplaar met kopkleppen. Deze kopklepmotoren werden al snel in het normale leverings-scala opgenomen als sportmodel. Soms werd ook simpelweg een versnellingsbak toegevoegd: het toermodel zonder versnellingen, het sportmodel mét. In de jaren tien deed Norton het nog precies omgekeerd: Snelle motorfietsen hadden geen versnellingen en riemaandrijving, want koppeling en versnellingsbak waren toen vooral nog "zwaar" en dus extra gewicht.

## Jaren dertig, veertig en vijftig
In de jaren dertig en veertig werd ook de zithouding wat sportiever en ontstonden de clubmanracers, gewone straatmodellen die clubleden in hun races konden inzetten. Maar de Grote Depressie en de Tweede Wereldoorlog legden de ontwikkeling van nieuwe motorfietsen vrijwel plat. In de jaren vijftig werd er pas echt werk gemaakt van sportmotoren. Britse merken gingen hun - inmiddels beroemde - racemotoren vrijwel één op één inbouwen in klantenframes, waardoor bijvoorbeeld de BSA Gold Star gewoon te koop werd. Ook gingen kopers van motorfietsen clip-on-sturen een sportzadels monteren waardoor de Caféracer ontstond. In typenamen werd vaak de link gelegd naar sportieve prestaties of circuits, zoals bijvoorbeeld "Manx" (naar de Tourist Trophy van het Eiland Man), "Bonneville" (naar de Bonneville-zoutvlakte), "Thruxton" (naar het Thruxton Circuit) enz.

## Jaren zestig en zeventig
| Straatversie van de Ducati 851, het begin van een serie sportmodellen waarbij Ducati uitging van de raceversies en daarop de straatmodellen baseerde.                       |
| Straatversie van de Triumph Daytona 675, ontwikkeld voor de supersport-klasse. De Triumph driecilinder mag wat meer cilinderinhoud hebben dan de viercilinders (max 600 cc) |
| Husqvarna Supermotards |
| Ook als een motor helemaal niet in Supermotard wedstrijden wordt ingezet, gebruikt men het concept weleens, zoals bij deze Ducati Hypermotard                               |

In de jaren zestig en -zeventig waren motorfietsen ontwikkeld voor wegraces en terreinmotoren niet meer afgeleid van bestaande modellen, maar stonden er mijlenver vanaf. Het was dan ook niet meer mogelijk een motorfiets te kopen die leek op een echte, in de wedstrijdsport gebruikte machine. In deze jaren raakte de "sportmotor" dan ook enigszins in de vergetelheid, met uitzondering van enkele specialistische bedrijven, zoals Dunstall en Rickman Métisse die zich bleven bezighouden met het verbouwen van toermotoren tot sportievere modellen. Toch bleven er sportieve rijders bestaan die liever "voorover" op de motor zaten en een wat vlottere rijstijl prefereerden. Honda speelde hier bijvoorbeeld op in met de introductie van de Honda CB 750 F1 in 1975. In Amerika bestonden in de jaren zestig al de "Daytona" races, en in Europa werden enduranceraces (zoals de Bol d'Or) verreden, waarin ook fabrieksracers aan de start kwamen. Zij gebruikten weer opgevoerde straatmotoren, zoals de beroemde Triumph T150 Trident en de BSA A75 Rocket 3.

### Nieuwe raceklassen
In 1971 stelde de FIM (Fédération Internationale de Motocyclisme) de Formule 750-klasse in. Grote merken speelden hierop in door hun snelste modellen in races in te zetten. Naast Triumph en BSA kwamen hier bijvoorbeeld ook Kawasaki (met de H 2 750 Mach IV tweetakt) en Suzuki (met de GT 750 tweetakt), Norton (met de bekende John Player Norton Commando) en zelfs Harley-Davidson op af. Yamaha had geen zware motorfiets voor deze klasse, maar was toch succesvol met de 350 cc (!) TZ 350 wegracer. Honda had uiteraard de CB 750 om in te zetten.

## Jaren tachtig - heden
De formule 750 evolueerde tot de "Formule 1", waarin uiteindelijk de cilinderinhoud werd vergroot tot 1.000 cc, en uiteindelijk (in 1988) tot twee andere klassen: de zware Superbike en de lichtere Supersport. De machines moeten normaal te koop zijn en mogen slechts beperkt aangepast worden.

### Pure sportmodellen
Werden in eerste instantie nog toermodellen opgevoerd en omgebouwd voor wedstrijdgebruik, in de laatste jaren gebeurt het veelal andersom. Een fabriek gaat uit van de wedstrijdmotor, en bouwt een daarvan afgeleid straatmodel. Vooral Ducati gaat hierin erg ver en brengt met grote regelmaat nieuwe sportmodellen uit. Had men aanvankelijk al de 750 F1 (1984), later volgden de 851 (1987), de 888 (1990), de 916 (1997), de 996 (1998), de 998 (2004), de 999 (2005), de 1098 en uiteindelijk de 1198. Omdat Ducati slechts twee cilinders gebruikt mag de cilinderinhoud groter zijn dan die van de Japanse merken, die viercilinders inzetten. Ook de Japanners produceren hun sportmodellen veelal om ze in deze races in te zetten. Voor de supersport-klasse bijvoorbeeld de Honda CBR 600 RR, de Suzuki GSX-R 600, de Kawasaki ZX-6R en de Yamaha YZF-R6. In de superbikes wordt dat dan: CBR 1000 RR, GSX-R 1000, ZX-10R en YZF-R1. Al deze machines zijn dus gewoon als sportmotor te koop, maar zijn wel extreem sportief. Dit zijn de topclass supersports.

### Sportief toeren
Voor motorrijders die weliswaar een sportieve zithouding prefereren, maar bijvoorbeeld vanwege de grote afstanden die ze afleggen toch wat meer op comfort gericht zijn, worden nog steeds "gewone" toermodellen van een sportieve snit voorzien. Zo ontstaan de (meestal zware) sporttoerers en de wat lichtere Middleclass supersports. Om de nuance aan te geven: Naast de Honda CBR 600 RR is er ook de wat "tammere" CBR 600 F, een middleclass supersport die wat meer op dagelijks gebruik is afgestemd.

### Supermotard
Met de opkomst van de Supermotard sport zijn er uiteraard ook motorfietsen afgeleid van deze speciale motoren. Ducati en BMW gebruiken het ontwerpconcept zelfs ondanks het feit dat hun modellen niet in deze klasse worden gebruikt.